# Ignacio Prieto
Ignacio Prieto Urrejola (født 23. september 1943 i Santiago, Chile) er en tidligere chilensk fodboldspiller (forsvarer) og -træner.

## Karriere
Prietos karriere blev tilbragt i både Chile, Uruguay og Frankrig. I hjemlandet spillede han i en lang årrække for Santiago-storklubben Universidad Católica, hvor han var med til at vinde det chilenske mesterskab i 1966. Fra 1968 til 1971 spillede han hos Nacional i den uruguayanske hovedstad Montevideo. Her var han en del af et succesfuldt hold, der vandt hele tre uruguayanske mesterskaber samt både Copa Libertadores og Intercontinental Cup i 1971. I Frankrig var han i fem år tilknyttet Lille, og spillede også en enkelt sæson hos Laval.
Prieto spillede desuden 29 kampe og scorede tre mål for det chilenske landshold. Han var en del af det chilenske hold, der deltog ved VM i 1966 i England, hvor han spillede alle sit lands tre kampe i turneringen, der endte med et exit efter gruppefasen.
Efter at have indstillet sin aktive karriere havde Prieto et succesfuldt forløb som træner. Her stod han blandt andet i spidsen for sin gamle klub som aktiv, Universidad Católica, som han førte frem til to mesterskaber, samt Colo-Colo og mexicanske Cruz Azul.

## Titler

### Titler som spiller
Primera División de Chile
- 1966 med Universidad Católica

Primera División Uruguaya
- 1969, 1970 og 1971 med Nacional

Copa Libertadores
- 1971 med Nacional

Intercontinental Cup
- 1971 med Nacional

### Titler som træner
Primera División de Chile
- 1984 og 1987 med Universidad Católica

Copa Chile
- 1983 med Universidad Católica
- 1994 med Colo-Colo